# シーバンス
シーバンス（Seavans）は、清水建設、NTT都市開発等により計画建設された、東京都港区芝浦に建つツインタワー型の高層ビル。

## 概要
近隣の東京ガスビルディング、東芝ビルディングと共に、港湾施設の沖合移転後の都市環境整備計画の一環として計画された。芝浦運河側を将来の顔として意識し、どこからでもアクセスできる配置計画としている。アトリウムを設けるなど、湾岸に位置するオフィス街区の開発である、ニューヨークのバッテリーパークシティに影響を受けている。名前は、海を意味する“SEA”、前進の“ADVANCE”、建設主体となったNTT都市開発の“N”、清水建設の“S”の組み合わせからきている。昼間人口は合わせて8,500人弱。
敷地を斜めに横切る日本では最大規模のアトリウム「ア・モール」と、これを挟んで向き合う高さ約100mのオフィスビル「N館」、「S館」によって構成される。2棟のビルとアトリウム棟は敷地に対して45度振ることで、近接するビルとの視線の交差を避け、街路への導入部側の「丘の広場」と運河側の「水の広場」に奥行きと眺望を確保している。
隣接の東芝ビルディングの公開空地と連なるアーバンデザインを考慮した公開空地は敷地の7割を占め、浜離宮庭園、旧芝離宮恩賜庭園につらなる水辺のグリーンベルトを構成し、1991年度の都市景観大賞を受けている。運河沿いの緑道および親水護岸と一体となった南側の「水辺の広場」は、中央の「水のラビリンス(迷路)」を核に憩いの場として計画されている。
アトリウム棟は、Aクラスのモール（散歩道）を目指して「ア・モール」と名付けられた。公開空き地に指定されている、長さ100m、幅20m、高さ30mのア・モール内には、中央に小川が流れ樹木が植えられている。小川沿いには雁行する4層の商店街が構成され、街路として通り抜け出来るよう7:00 - 23:00に開放されている。ア・モール内の空調や照明は外部の環境や時間経過に合わせ、コンピュータにより自動制御される。

## 入居者
N館
- 兼松
- UBE（登記上の本店は山口県宇部市）
- NTTドコモ
- 日本エマソン
  - （退去済）松下電工、東芝[2]

S館
- 三井住友トラスト・パナソニックファイナンス
- シャープ
- 東京博善
  - （2012年まで）清水建設（本社）[2][6]

## アクセス
- ゆりかもめ日の出駅より徒歩5分
- JR浜松町駅より徒歩8分
- 都営地下鉄大門駅より徒歩10分